# Götz George
Götz Karl August George (ur. 23 lipca 1938 w Berlinie, zm. 19 czerwca 2016 w Hamburgu) – niemiecki aktor, producent filmowy, reżyser i scenarzysta. Odtwórca roli detektywa Horsta Schimanskiego w kultowym serialu niemieckim WDR Tatort (Miejsce zbrodni, 1971–1991), za którą zdobył nagrodę Bambi 1984, Adolf-Grimme-Preis 1989, TeleStar 1991 i Bavarian TV Award 1992. 

## Życiorys

### Wczesne lata
Urodził się w Berlinie w rodzinie aktorskiej. Jego matka, Berta Drews (1901-1987), była aktorką charakterystyczną, a ojciec Heinrich George (1893–1946), był aktorem teatralnym i filmowym. Jego imię Götz pochodzi od ulubionego bohatera ojca – Götza von Berlichingena. Jego ojciec został aresztowany przez Sowietów i był przetrzymywany w obozie koncentracyjnym w Sachsenhausen. George dorastał w Berlinie ze swoim starszym bratem Janem (ur. 1932) i wychowany był przez matkę. Uczęszczał do szkoły w Berlin-Lichterfelde, a później do Lyzeum Alpinum w Zuoz w Szwajcarii.

### Kariera
W wieku dwunastu lat wystąpił po raz pierwszy na scenie w sztuce Williama Saroyana Moje serce jest w Highlands (Mein Herz ist im Hochland, 1950), a trzy lata potem obok swojej matki, Berty Drews, w dramacie szekspirowskim Ryszard III (1953). W latach 1955–1958 studiował w Berlin UFA-Nachwuchsstudio i jednocześnie w latach 1958–1963 występował w teatrach. Za radą matki od czasu do czasu grał w Deutsches Theater w Getyndze pod kierunkiem Heinza Hilperta.
Jako 15–latek zadebiutował na ekranie w roli Klausa w dramacie Kiedy znów zakwitną białe bzy (Wenn der weiße Flieder wieder blüht, 1953) u boku Romy Schneider. Po drobnych rolach filmowych w latach pięćdziesiątych Götz George zwrócił na siebie uwagę publiczności i krytyków jako Gustav Bäumler w filmie muzycznym Jacqueline (1959) i uhonorowany został niemiecką nagrodą filmową oraz nagrodą krytyków filmowych. W 1961 otrzymał nagrodę Bambi jako najbardziej popularny aktor za udział w filmach: Mörderspiel (1961), Unser Haus in Kamerun (1961) i Der Teufel spielte Balalaika (1961).
W latach sześćdziesiątych George miał szansę pokazać, że jest w stanie zagrać coś więcej niż tylko soczystych chłopów, poprzez rolę desperackiego dezertera Roberta Mertensa w dramacie Kiermasz (Kirmes, 1960) i Męski piknik (Herrenpartie, 1964) jako Herbert Hackländer. Częściej jednak, występował w komediach i filmach, które korzystały z jego fizycznej obecności. Stał się znany szerokiej publiczności z serii ekranizacji powieści Karla Maya takich jak Winnetou: Skarb w Srebrnym Jeziorze (Der Schatz im Silbersee, 1962) jako Fred Engel, syn rolnika, Winnetou w Dolinie Sępów (Unter Geiern, 1964) czy Winnetou i Apanaczi (Winnetou und das Halbblut Apanatschi, 1966). Początkowo planowano, by dać mu główną rolę, ale ten plan został porzucony, gdy zaangażowano Lexa Barkera.
W latach siedemdziesiątych skupił się przede wszystkim na kreacjach scenicznych i telewizji. W 1985 otrzymał brązową statuetkę Bravo Otto dla najlepszego aktora, nagrodę przyznawaną przez czytelników niemieckiego dwutygodnika dla młodzieży „Bravo”. Jako Henry Kupfer, który napisał bestseller o psychopatycznym mordercy po tym, jak sam odsiedział 8 lat za zabójstwo w telewizyjnym dreszczowcu psychologicznym RTL2 / UFA GmbH Piaskun (Der Sandmann - Elf Jahre für Mord an Prostituierte, 1995) z Barbarą Rudnik otrzymał nagrodę im. Adolfa Grimme’a i Nagrodę Złotego Lwa RTL. Za kreację hanowerskiego handlarza Fritza Haarmanna, który w brutalny sposób zamordował ponad dwudziestu młodych mężczyzn w dramacie kryminalnym Rzeźnik (Der Totmacher, 1995) został uhonorowany Pucharem Volpiego dla najlepszego aktora na 52. MFF w Wenecji. Rola faszystowskiego doktora Josefa Mengele, „anioła śmierci z Auschwitz”, który zamordował ponad 300 tys. ludzi, powracającego z ukrycia w Argentynie do Niemiec jako 87-letni mężczyzna w dramacie kryminalnym Prawda i tylko prawda (Nichts als die Wahrheit, 1999) przyniosła mu nominację do Europejskiej Nagrody Filmowej. Za tytułową postać Theo Wintera w telewizyjnej komedii ZDF Tata sam w domu (Papa allein zu Haus, 2011) był nominowany do Nagrody Jupitera w kategorii najlepszy niemiecki aktor telewizyjny.
W 2003 otrzymał Berliński Order Zasługi.

## Życie prywatne
W latach 1966–1976 był żonaty z Loni von Friedl. Miał córkę Tanję-Nicole (ur. 1967). W 1998 związał się z hamburską dziennikarką Mariką Ullrich, którą poślubił w 2014.

### Śmierć
Zmarł 19 czerwca 2016 w Hamburgu w wieku 77 lat. Został pochowany na cmentarzu w dzielnicy Berlina Zehlendorf.

## Filmografia

### Filmy
- 1953: Kiedy znów zakwitną białe bzy (Wenn der weiße Flieder wieder blüht) jako Klaus
- 1954: Ihre große Prüfung jako Peter Behrend
- 1957: Alter Kahn und junge Liebe' jako Karl „Kalle” Borchert
- 1958: Solange das Herz schlägt jako Eberhard Römer
- 1959: Jacqueline jako Gustav Bäumler
- 1960: Kiermasz (Kirmes) jako Robert Mertens
- 1960: Die Fastnachtsbeichte jako Clemens
- 1961: Der Teufel spielte Balalaika jako Peter Joost
- 1961: Mörderspiel jako Hein Kersten
- 1961: Unser Haus in Kamerun jako Georg Ambrock
- 1962: Winnetou: Skarb w Srebrnym Jeziorze jako Fred Engel
- 1962: Das Mädchen und der Staatsanwalt jako Jochen Rehbert
- 1962: Ihr schönster Tag jako Adam Kowalski
- 1962: Ipnosi jako Chris Kronberger
- 1963: Liebe will gelernt sein jako Hansgeorg
- 1963: Mensch und Bestie jako Häftling Franz
- 1964: Wartezimmer zum Jenseits jako Donald ‘Don’ Micklem
- 1964: Męski piknik (Herrenpartie) jako Herbert Hackländer
- 1964: Winnetou w Dolinie Sępów (Unter Geiern) jako Martin Baumann Jr.
- 1965: Sie nannten ihn Gringo jako Mace Carson
- 1965: Ferien mit Piroschka jako Thomas Laurends
- 1966: Winnetou i Apanaczi (Winnetou und das Halbblut Apanatschi) jako Jeff Brown
- 1968: Ich spreng’ euch alle in die Luft jako Eddie Blomfield
- 1968: Komandosi (Commandos) jako Oberleutnant Rudi
- 1968: Krew Fu Manchu (The Blood of Fu Manchu) jako Carl Jansen
- 1970: Le vent d’est jako żołnierz
- 1977: Śmierć jest moim rzemiosłem (Aus einem deutschen Leben) jako Franz Lang
- 1984: Na dół (Abwärts) jako Jörg
- 1988: Kotka (Die Katze) jako Probek
- 1992: Schtonk! jako Hermann Willié
- 1995: Rzeźnik (Der Totmacher) jako Fritz Haarmann
- 1997: Rossini jako Uhu Zigeuner
- 1998: Trio jako Zobel
- 1999: Prawda i tylko prawda (Nichts als die Wahrheit) jako dr Josef Mengele
- 2005: Wielka powódź jako Jens Urban
- 2012: Zetti jako Kanclerz

### Filmy TV
- 1957: Kolportage jako Erik Stjernenhö
- 1961: Alle meine Söhne jako Christian Keller
- 1965: Alle meine Söhne jako Chris Keller
- 1967: Der Werbeoffizier jako kpt. Plume
- 1967: Peter Schlemihls wundersame Geschichte jako Peter Schlemihl
- 1968: Match jako André
- 1968: Der Eismann kommt jako Rocky Pioggi
- 1969: Spion unter der Haube jako Cazmio
- 1971: Glückspilze
- 2005: Intryga i miłość (Kabale und Liebe) jako Prezydent von Walter
- 2011: Tata sam w domu (Papa allein zu Haus) jako Theo Winter

### Seriale
- 1970: 11 Uhr 20 jako Mûller
- 1970: Ein Jahr ohne Sonntag jako Robert Sonntag
- 1971: Diamantendetektiv Dick Donald jako Dick Donald
- 1971-1991: Tatort (Miejsce zbrodni) jako Komisarz Horst Schimanski
- 1977: Der, Alte jako Alex Bergemann
- 1978: Derrick jako Georg Lukas
- 1990: Telefon 110 (Polizeiruf 110) jako Schimanski
- 1993–1996: Morlock jako Carl Morlock
- 1997-2013: Schimanski jako Horst Schimanski
- 2012: Deckname Luna jako dr Arthur Noswitz